# Antoine Parent
Antoine Parent (* 16. September 1666 in Paris; † 26. September 1716 ebenda) war ein französischer Mathematiker. Er schrieb im Jahr 1700 über dreidimensionale analytische Geometrie. Sein Werk wurde 1713 als Sammlung in drei Bänden in Paris veröffentlicht.
Darin ist unter anderem auch das Konzept der Schubspannungen enthalten, das Coulomb später weiter entwickelte. Auch die dreieckige Verteilung der Zugspannung bei Balkenbiegung mit der Nulllinie in der Mitte des Querschnittes soll in seinem Werk vorhanden sein.
Parent führte im Jahr 1700 auch den Reibungswinkel in die Mechanik ein. Dieser gibt ganz allgemein die Neigung an, welche die wirkende Kraft noch haben darf, wenn sie gänzlich vernichtet werden soll (nach Otto Dziobek, Grundlagen der Mechanik 1907).
Parent war Mitglied der Académie royale des sciences.
Sein Todesjahr wird in der Literatur auch mit 1719 und 1726 angegeben, wobei 1716 durch zeitgenössische Quellen verbürgt ist. Laut dem um 1716 durch den Secrétaire perpétuel der Académie, Fontenelle, gehaltenen Nachruf  sei Parent um 1666 geboren worden und „am 26. September 1716, mit nur 50 Jahren“ gestorben.